# Caroline Schwarzmaier
Caroline Schwarzmaier (* 3. März 1988) ist eine deutsche Synchronsprecherin.

## Leben und Karriere
Caroline Schwarzmaier ist die Tochter des deutschen Schauspielers Michael Schwarzmaier. Sie wurde schon als Siebenjährige für die Synchronisation entdeckt und spricht seitdem verschiedene Spielfilme, Fernsehserien, Computerspiele sowie Werbungen für TV und Radio. 1999 lieh sie der Ameisen-Prinzessin Dot in Das große Krabbeln – die im amerikanischen Original von Hayden Panettiere (bekannt aus „Heroes“) gesprochen wurde – ihre Stimme. Daraufhin wurde sie in die Harald Schmidt Show als jüngster Gast aller Zeiten eingeladen.
Sie studiert seit 2009 an der privaten Akademie Campus M21 in München Hotel-, Tourismus- und Eventmanagement. 2012 hatte sie eine Rolle als Schauspielerin im Kurzfilm Die Rolltreppe.
Ihre Schwester Katharina Schwarzmaier und ihr Bruder Tim Schwarzmaier arbeiten ebenfalls als Synchronsprecher.

## Synchronisationen

### Filme
- 1997: Star Kid, Yumi Adachi (als Mika)
- 1999: Das große Krabbeln, Hayden Panettiere (als Prinzessin Dot)
- 1999: Der 200 Jahre Mann, Hallie Kate Eisenberg (als Little Miss)
- 2003: Die Rennfahrerin, Katie Millar (als Brandi)
- 2004: InuYasha – Affections Touching Across Time,  Mamiko Noto (als Rin)
- 2004: Elephant, Brittany Mountain (als Brittany)
- 2005: The Perfect Man, Vanessa Lengies (als Amy Pearl)
- 2006: InuYasha – The Castle Beyond the Looking Glass, Mamiko Noto (als Rin)
- 2006: InuYasha – Swords of an Honorable Ruler, Mamiko Noto (als Rin)
- 2007: InuYasha – Fire on the Mystic Island,  Mamiko Noto (als Rin)

### Serien
- 1996–2008: Inu Yasha, Mamiko Noto (als Rin)
- 1997–1998: Reich und Schön, Landry Allbright (als Bridget Forrester #5)
- 1998–2000: Reich und Schön Agnes Bruckner (als Bridget Forrester #6)
- 1998: Big Sky, Nellie McQuinn (als Jessie McCourt)
- 2001: Lassie ’97, Jessica Malka (als Drew Nichols)